# ヴァリオLF
ヴァリオLF（VarioLF）は、チェコの企業グループであるアライアンスTWが製造する部分低床式路面電車車両。チェコやスロバキアを始めとした各国へ向けて製造されている。この項目では、旧型車両から一部機器を流用して製造されるヴァリオLFR（VarioLFR）についても解説する。

## 概要
アライアンスTWは、チェコに本社を置く3つの企業（プラゴイメックス、クルノフ修理機械工場、VKVプラハ）によって構成される、路面電車の製造・改造を手掛ける企業グループである。設立当初はチェコスロバキア時代に導入された路面電車車両であるタトラカーの機器更新および台車や機器を流用した車両の製造を行っていたが、2004年に製造認可が下りて以降は台車も含め完全な新造車両の製造を開始した他、後年には電気機器や車体構造をこの車両に合わせた機器流用車両の製造も実施されるようになった。これがヴァリオLF（新造車両）およびヴァリオLFR（機器流用車両）である。
1両での運行が可能な片運転台の路面電車車両（単車）で、連結器が設置されているため、最大2両編成（付随車連結時は最大3両編成）での運用が可能である。全溶接構造を取り入れた軽量鋼製の車体は中央部が床上高さ350 mmの低床構造になっており、車内全体における36 %に該当する。この低床部分にある乗降扉は両開き式のプラグドアである一方、車体両端の高床部分（床上高さ850 mm）にも2枚引戸式の扉が存在する。座席はクロスシートで、低床部分には車椅子スペースが1箇所設置されている。前面はチェコのインダストリアルデザイナーであるフランティシェク・ペリカーンが手掛けたデザインが用いられている。
台車はクルノフ修理機械工場が製造するボギー台車の「コンフォート（KOMFORT）」が使用されており、軸ばねにはゴム結合金属ばね（MEGI）が、枕ばねには衝撃吸収材を備えたコイルばねが用いられる。この台車には主電動機が2基搭載されており、自在継手やハイポイドギアを介して車軸に動力が伝わる構造となっている（垂直カルダン駆動方式）。また、コンフォートは従来のタトラカーの車軸を始めとする台車の部品を流用する事も可能な構造であり、ヴァリオLFRの製造時には旧型車両であるタトラT3の車軸などの部品が再利用されている。車体が低床構造である事から、制御装置など主要な電気機器については屋根上に設置されている。

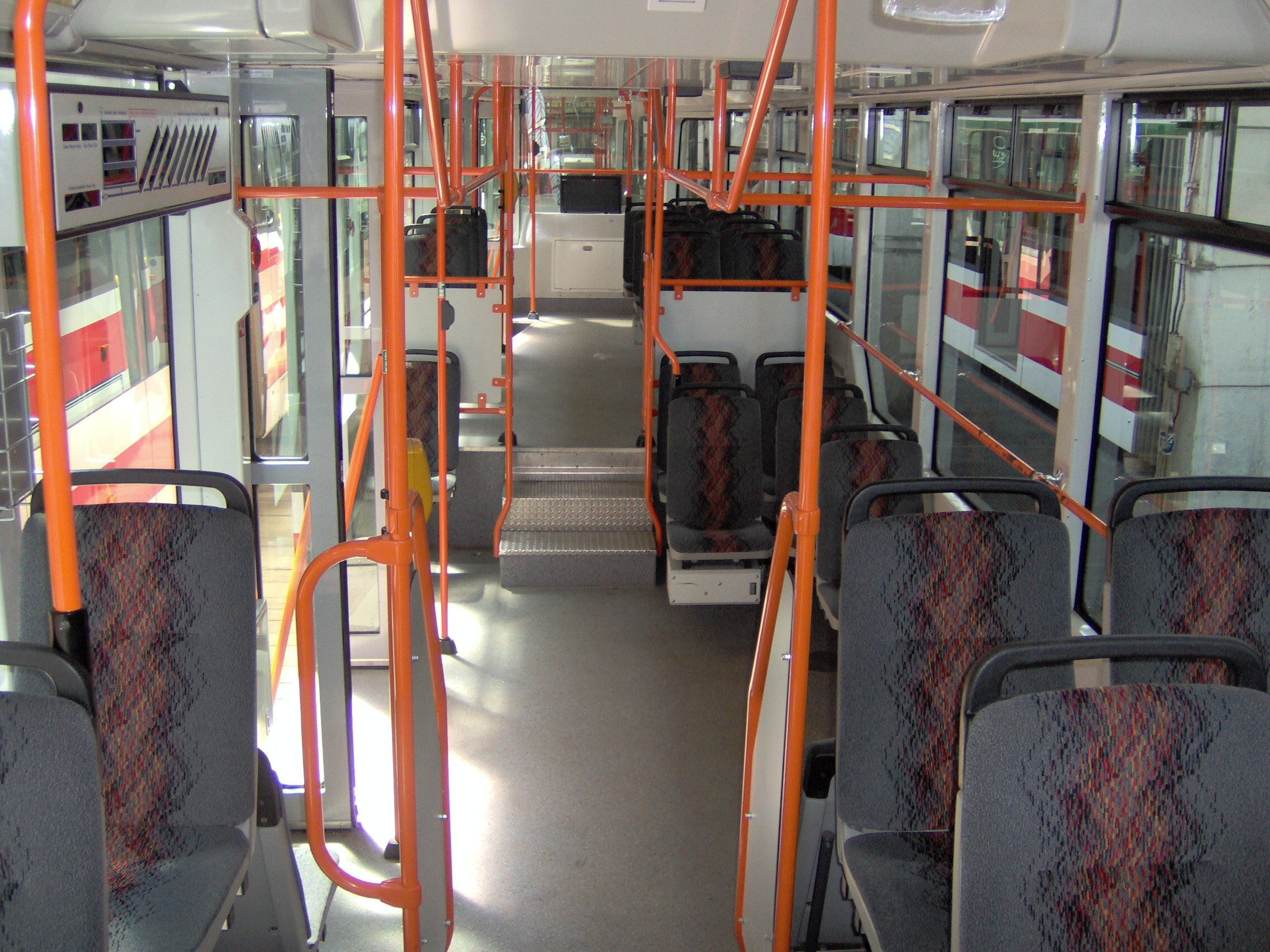
車内（チェコ：ブルノ）
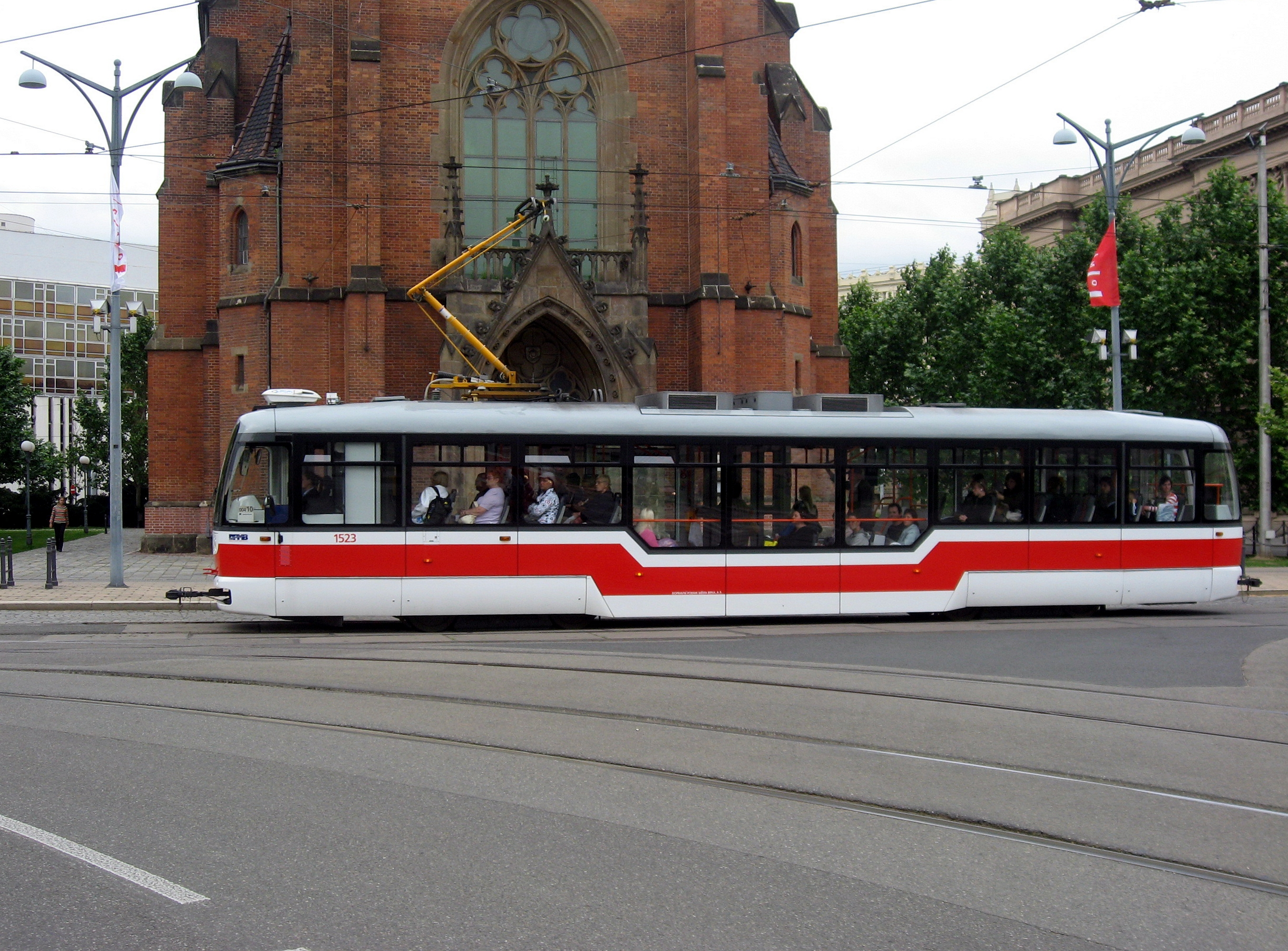
左側面に乗降扉は設置されていない（チェコ：ブルノ）

## 車種
電気機器や製造工程の違いにより、ヴァリオLFおよびヴァリオLFRには以下の4種類が存在する。
- ヴァリオLF.E（VarioLF.E） - 新造車。電気機器はセゲレック（英語版）（Cegelec）製の「TVユーロパルス（TV Europulse）」（誘導電動機、VVVFインバータ制御装置）を使用。
- ヴァリオLF.S（VarioLF.S） - 新造車。電気機器はシュコダ電気製のもの（直流電動機、電機子チョッパ制御装置）を使用。
- ヴァリオLFR.E（VarioLFR.E） - タトラT3からの機器流用車。電気機器は「TVユーロパルス」を使用。
- ヴァリオLFR.S（VarioLFR.S） - タトラT3からの機器流用車。電気機器はシュコダ電気製のものを使用。

## 導入都市
2020年現在、ヴァリオLFの導入が実施されている都市は以下の通りである。
| ヴァリオLF・ヴァリオLFR 導入都市一覧 | ヴァリオLF・ヴァリオLFR 導入都市一覧 | ヴァリオLF・ヴァリオLFR 導入都市一覧               | ヴァリオLF・ヴァリオLFR 導入都市一覧 | ヴァリオLF・ヴァリオLFR 導入都市一覧           |
| 形式                                 | 導入国                               | 都市                                               | 導入車両数                           | 備考・参考                                     |
| ------------------------------------ | ------------------------------------ | -------------------------------------------------- | ------------------------------------ | ---------------------------------------------- |
| ヴァリオLF.E                         | チェコ                               | オロモウツ (オロモウツ市電)                        | 3両                                  | [ 15 ] [ 16 ]                                  |
| ヴァリオLF.S                         | ウズベキスタン                       | タシュケント (タシュケント市電)                    | 20両                                 | 2016年の路線廃止後はサマルカンド市電へ全車譲渡 |
| ヴァリオLFR.E                        | チェコ                               | オストラヴァ (オストラヴァ市電)                    | 47両                                 | [ 19 ]                                         |
| ヴァリオLFR.E                        | チェコ                               | ブルノ (ブルノ市電)                                | 32両                                 | [ 20 ]                                         |
| ヴァリオLFR.E                        | チェコ                               | オロモウツ (オロモウツ市電)                        | 7両                                  | [ 15 ]                                         |
| ヴァリオLFR.E                        | ロシア連邦                           | モスクワ (モスクワ市電)                            | 1両                                  | [ 21 ]                                         |
| ヴァリオLFR.S                        | チェコ                               | オストラヴァ (オストラヴァ市電)                    | 16両                                 | [ 19 ]                                         |
| ヴァリオLFR.S                        | チェコ                               | プルゼニ (プルゼニ市電)                            | 26両                                 | [ 22 ]                                         |
| ヴァリオLFR.S                        | チェコ                               | オロモウツ (オロモウツ市電)                        | 10両                                 | [ 15 ]                                         |
| ヴァリオLFR.S                        | チェコ                               | モスト リトヴィーノフ (モスト・リトヴィーノフ市電) | 2両                                  | [ 23 ]                                         |
| ヴァリオLFR.S                        | スロバキア                           | コシツェ (コシツェ市電)                            | 1両                                  | [ 24 ]                                         |

## ギャラリー

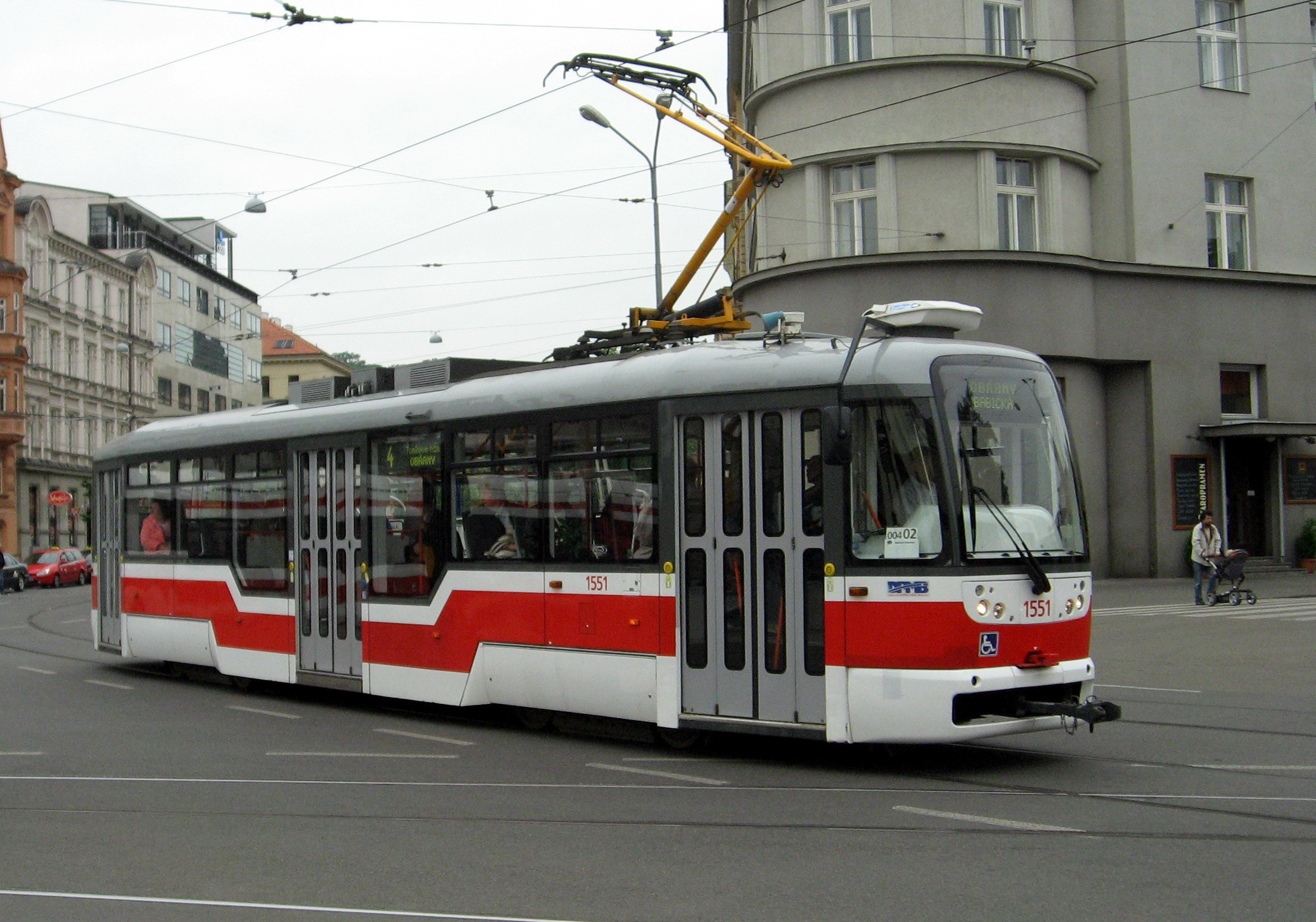
チェコ：ブルノ（2009年撮影）
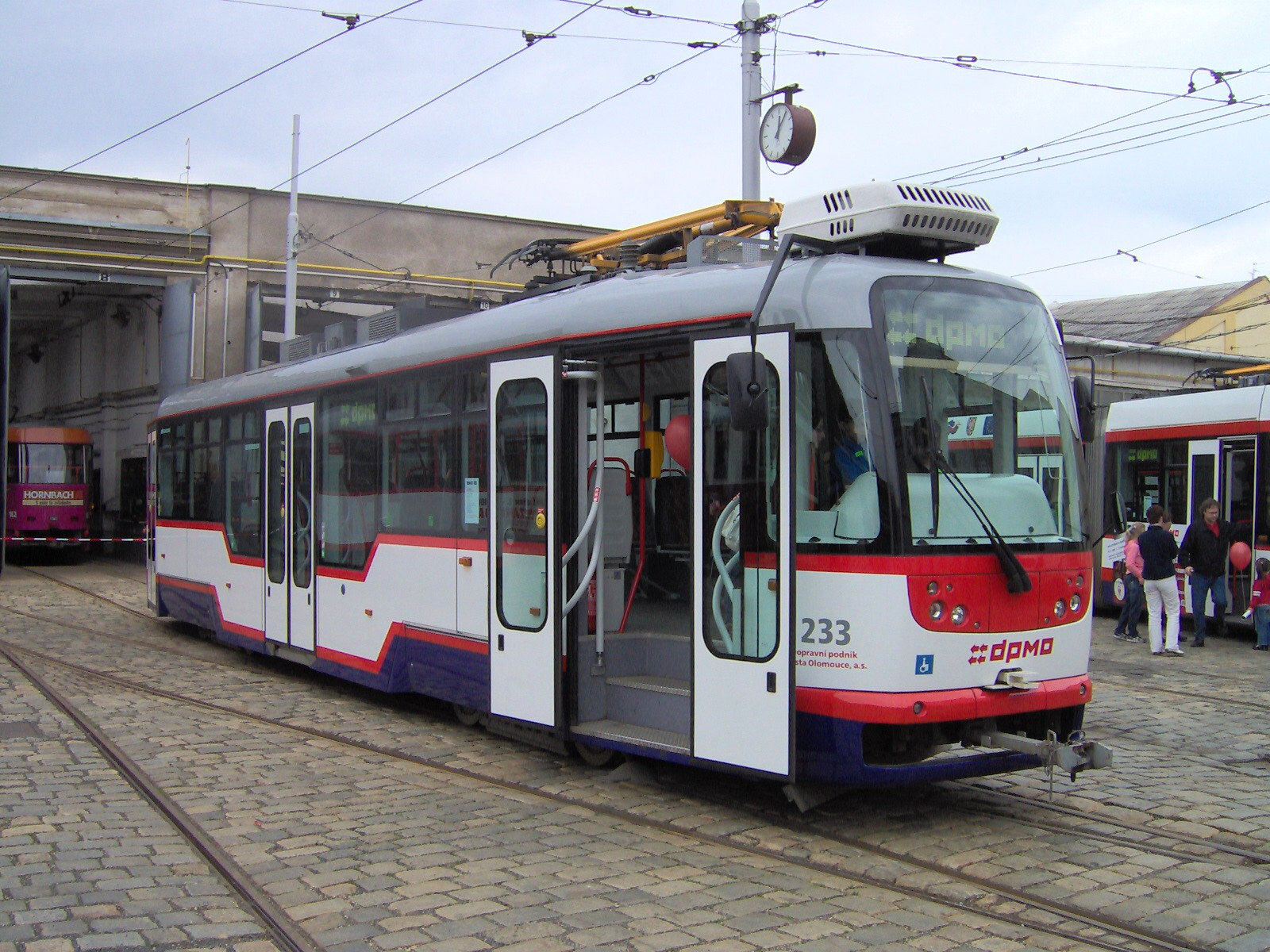
チェコ：オロモウツ（2009年撮影）
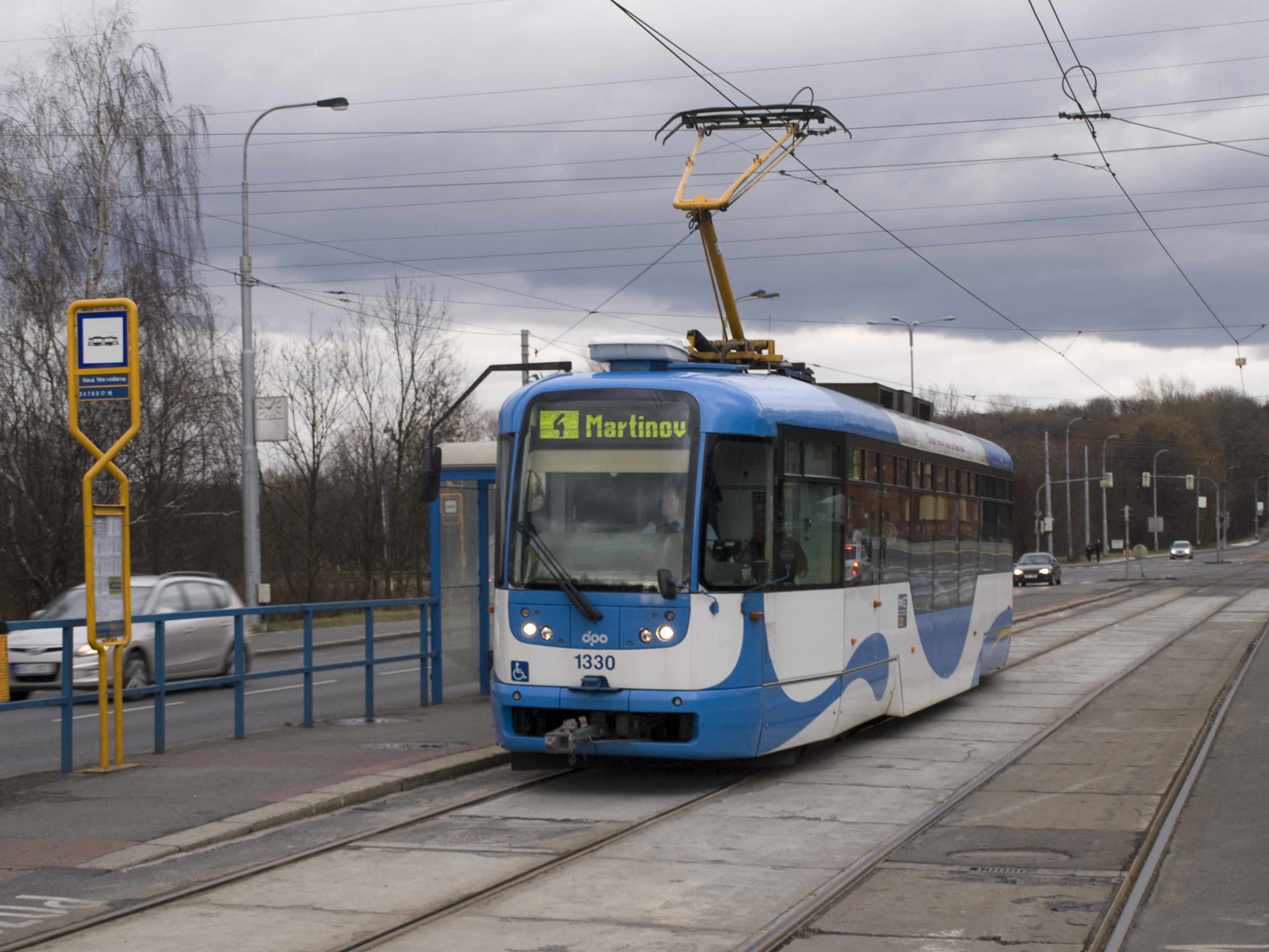
チェコ：オストラヴァ（2011年撮影）
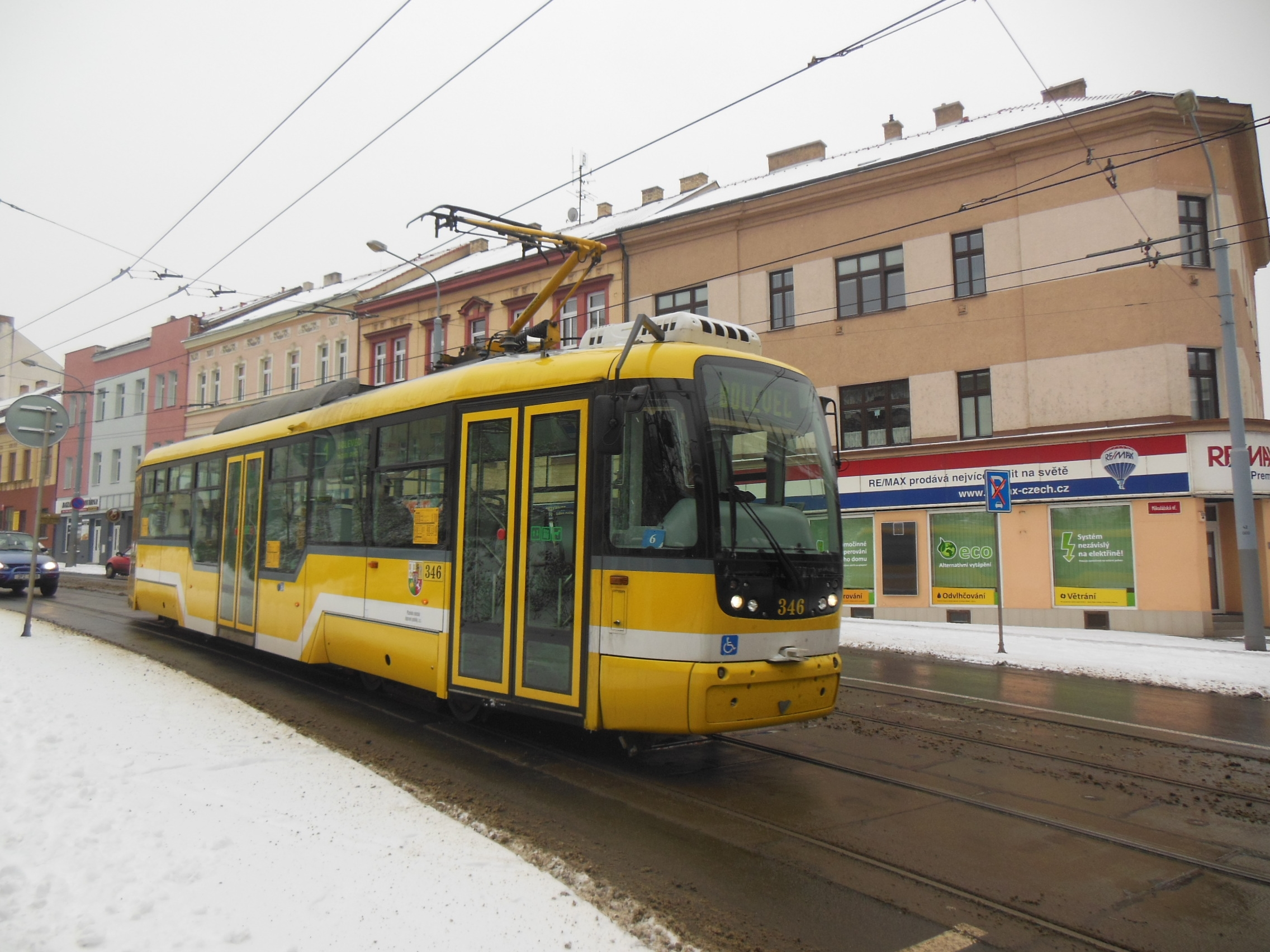
チェコ：プルゼニ（2014年撮影）
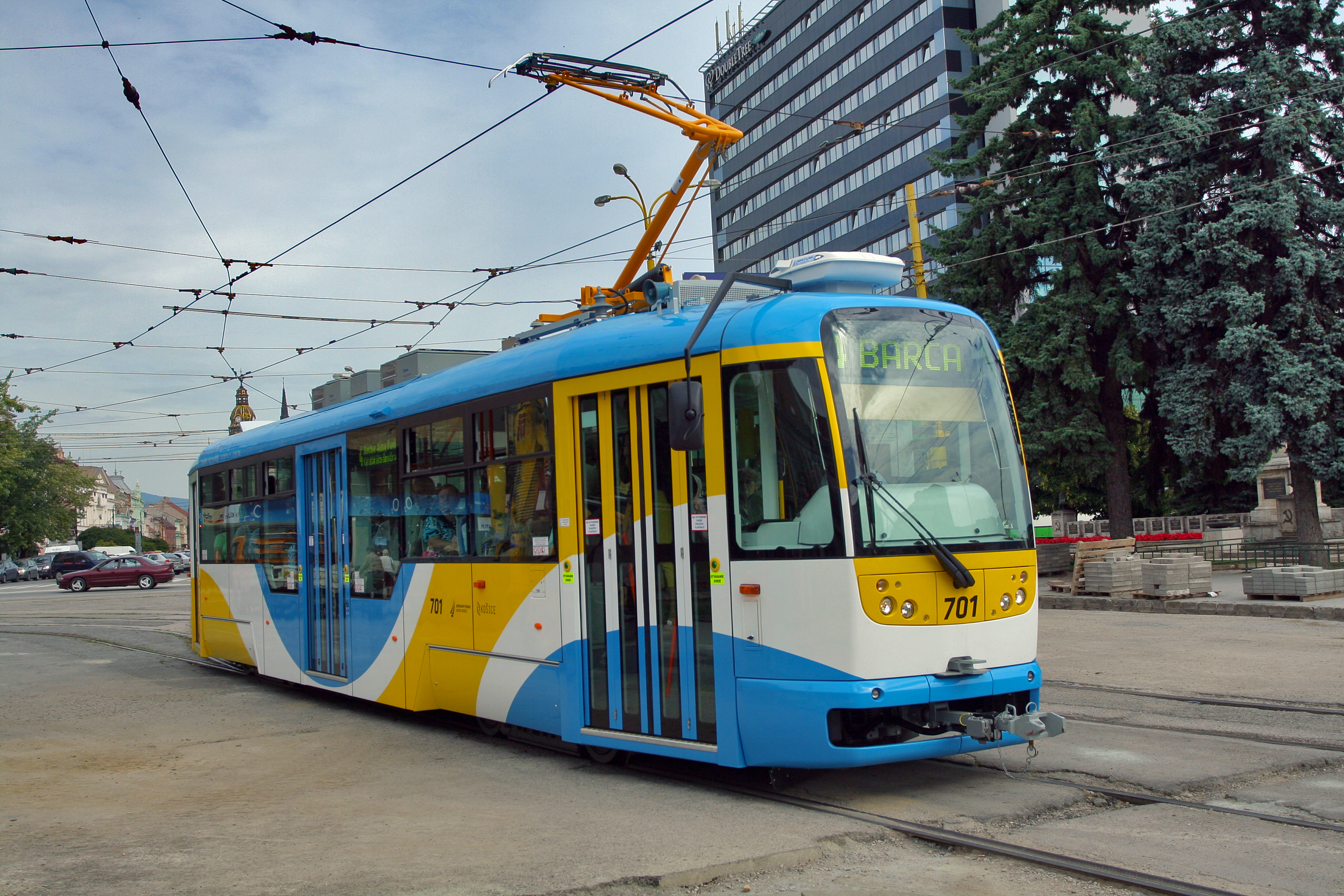
スロバキア：コシツェ（2011年撮影）
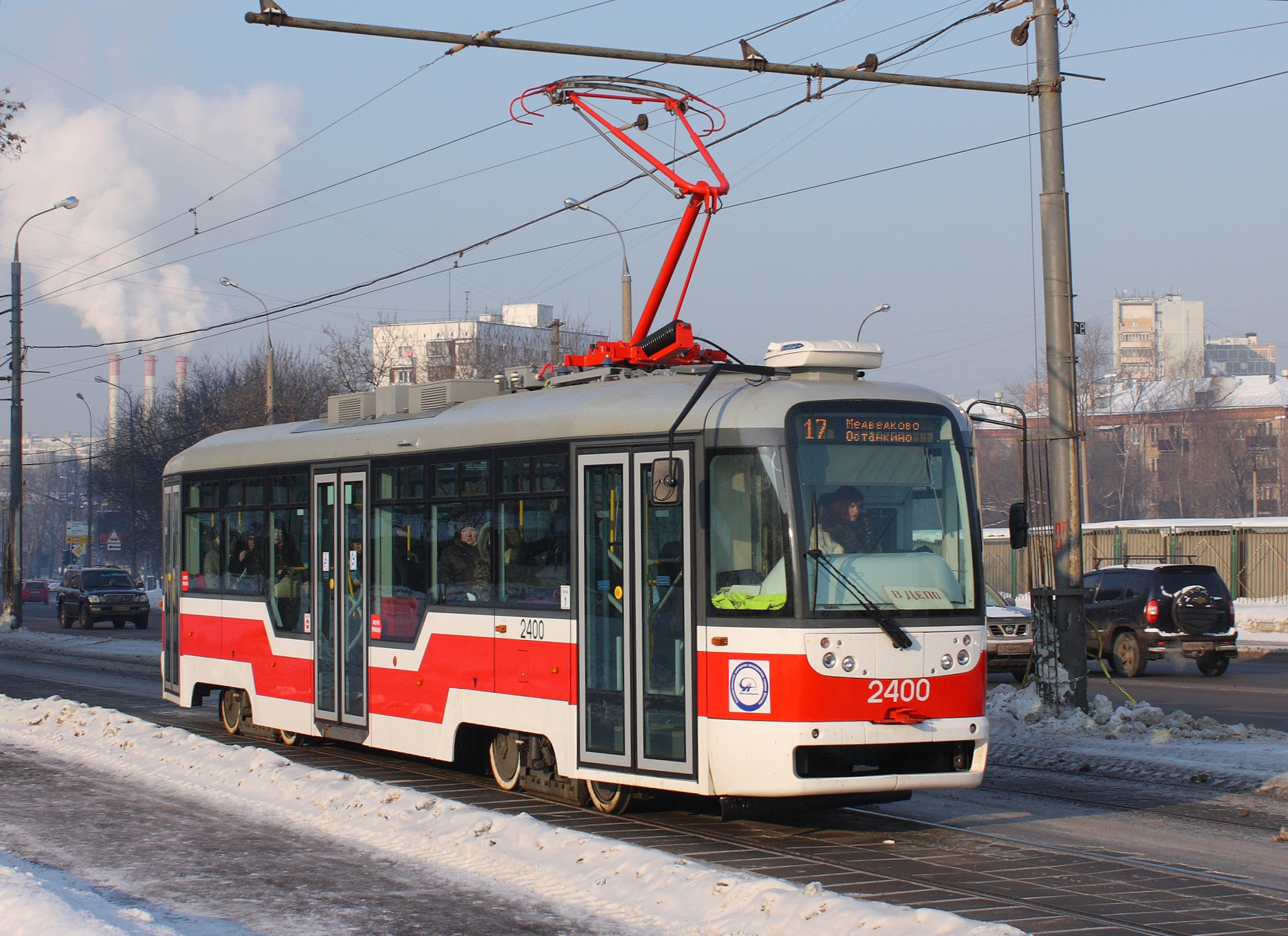
ロシア連邦：モスクワ（2010年撮影）
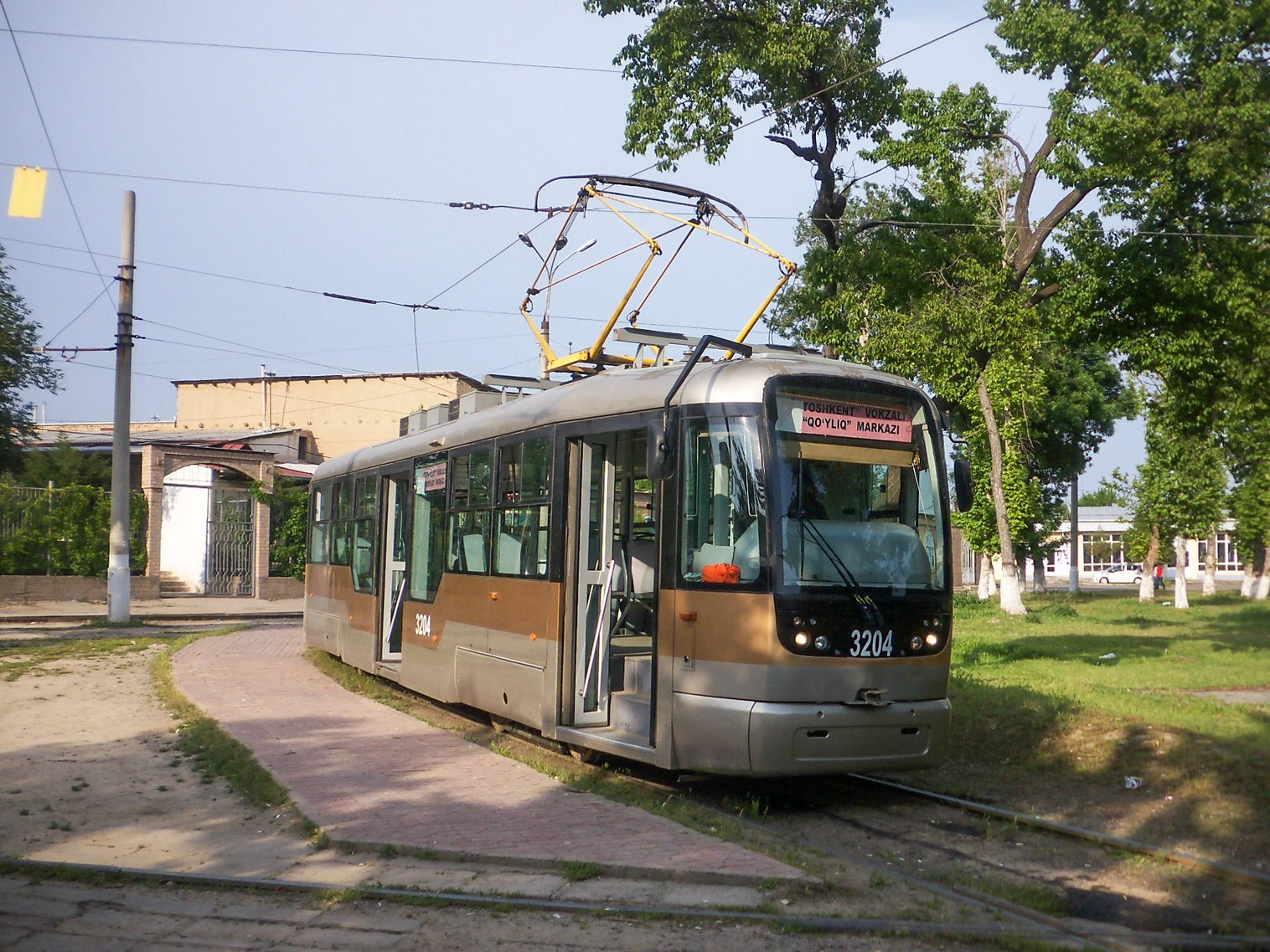
ウズベキスタン：タシュケント（2016年撮影）
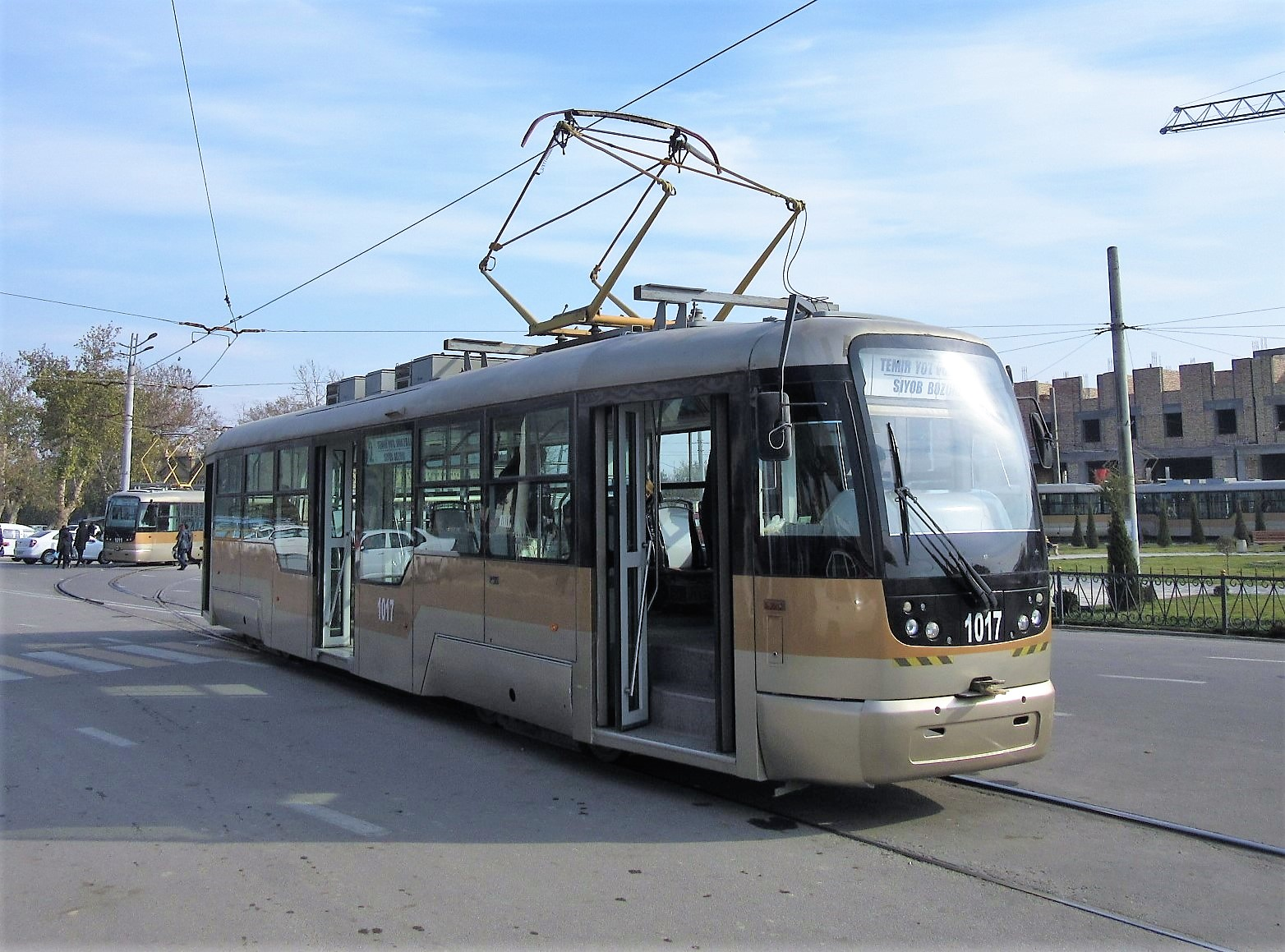
ウズベキスタン：サマルカンド（2018年撮影）

## 関連形式
- タトラT3R.PLF、タトラT3R.SLF - タトラT3の機器流用形式。ヴァリオLFやヴァリオLFRと同型の部分超低床車体である一方、前面形状はT3と同型のデザインが使用されている。ヴァリオLFの車種の1つと見做される場合もある[1][2]。
- ヴァリオLF プラス - 台車を「コンフォート・プラス（KOMFORT plus）」に変更し、高床部分の床上高さをヴァリオLFから下げた改良型車両[25]。